# Perth-Andover
Perth-Andover är en ort i Kanada.   Den ligger i provinsen New Brunswick, i den östra delen av landet, 600 km öster om huvudstaden Ottawa. Perth-Andover ligger 77 meter över havet och antalet invånare är 1 778.
Terrängen runt Perth-Andover är kuperad åt sydost, men åt nordväst är den platt. Perth-Andover ligger nere i en dal. Runt Perth-Andover är det mycket glesbefolkat, med 3 invånare per kvadratkilometer.. Det finns inga andra samhällen i närheten.
I omgivningarna runt Perth-Andover växer i huvudsak blandskog.